# Pédagogie Freinet

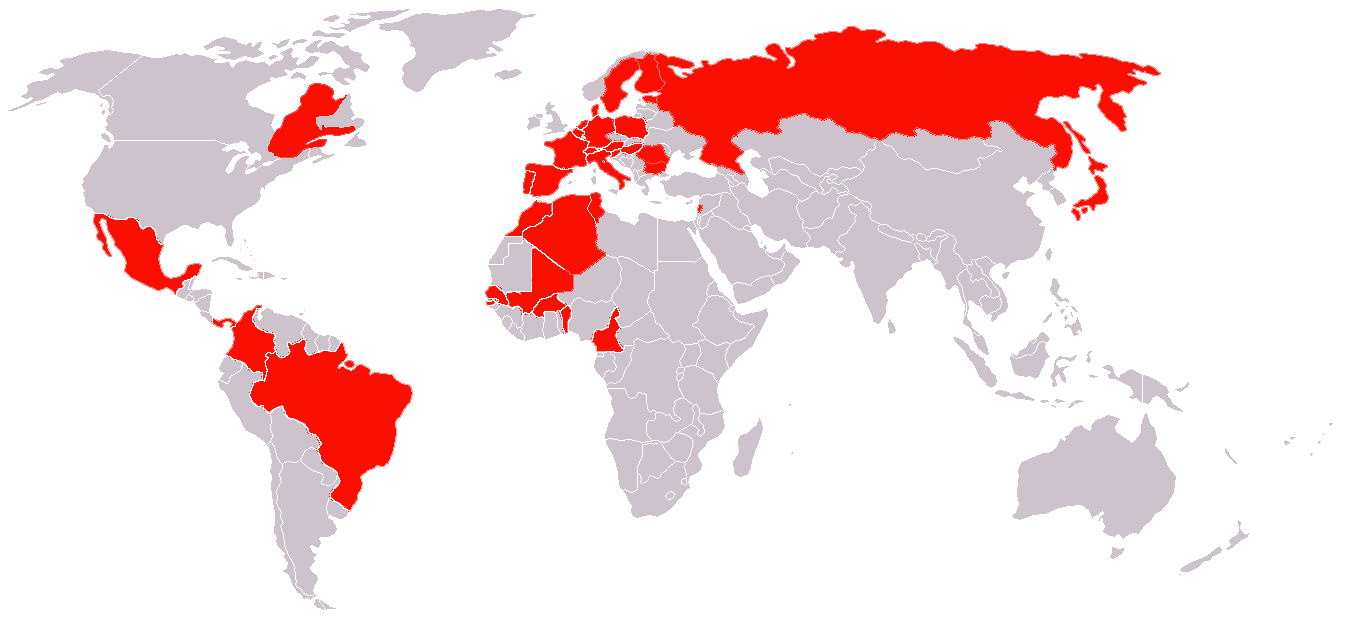
Les pays avec des mouvements de l'école moderne, les associations de la pédagogie Freinet.

La pédagogie Freinet est une pédagogie originale mise au point par les époux Élise Freinet et Célestin Freinet fondée sur l'expression libre des enfants ; texte libre, dessin libre, correspondance inter-scolaire, imprimerie et journal des élèves, etc.
Freinet parle de « techniques Freinet », et non de méthode car les techniques évoluent. Il les a décrites dans un livre intitulé Les techniques Freinet de l'école moderne (1964). Cette pédagogie s'inscrit dans  le mouvement de l'éducation nouvelle qui date de 1899, dont les divers courants (Ferrière, Édouard Claparède, Ovide Decroly, Roger Cousinet, etc.) développèrent des échanges via la Ligue internationale pour l'éducation nouvelle grâce au pédagogue suisse Adolphe Ferrière à partir de 1921.
Guy Avanzini indiquait en 1972 que « le pourcentage de praticiens Freinet n'avait probablement jamais atteint 5 % ». Henry Peyronie ajoute en 1999 : « Il nous semble qu'on pourrait estimer aujourd'hui cette proportion à 1 ou 2 %. »

## Élaboration

### Classe-promenade (1922), «étude du milieu local»
En 1922, Freinet, alors instituteur au Bar-sur-Loup (1920-1928), visite l'école d'Altona, un faubourg de Hambourg ; là, sous la direction de Heinrich Siemss, il voit une école sans autorité, sans discipline, où se pratiquent des « promenades scolaires », où existe un matériel scolaire abondant et spécialisé. L'enfant est et doit être enraciné dans le milieu naturel et social (traditions, mentalités, exigences sociales, y compris celles de l'institution scolaire avec ses programmes). Chaque début d'après-midi, les élèves prennent leur crayon et leur ardoise, et partent explorer leur milieu dans des « promenades scolaires ». De retour à l'école, ils écrivent leurs impressions dans de brefs comptes rendus. Ils font des visites chez les artisans.

### «Matérialisme pédagogique» (1922)
Freinet revient de Hambourg avec la conviction qu'il faut un matériel scolaire adapté. D'où l'importance d'une situation spécifique de l'école (proche de la nature, avec potager, fruitier, espace d'élevage) et d'un aménagement intérieur (salle commune pour travaux collectifs, ateliers spécialisés de travail manuel ; menuiserie, filature mécanique, etc., ateliers spécialisés en documentation, expression, expérimentation).[réf. nécessaire]

### «Expression libre par l'imprimerie à l'école» (1924)

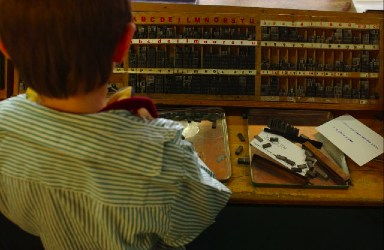
La pédagogie Freinet s'articule autour d'un projet, par exemple un journal réalisé avec une imprimerie scolaire.

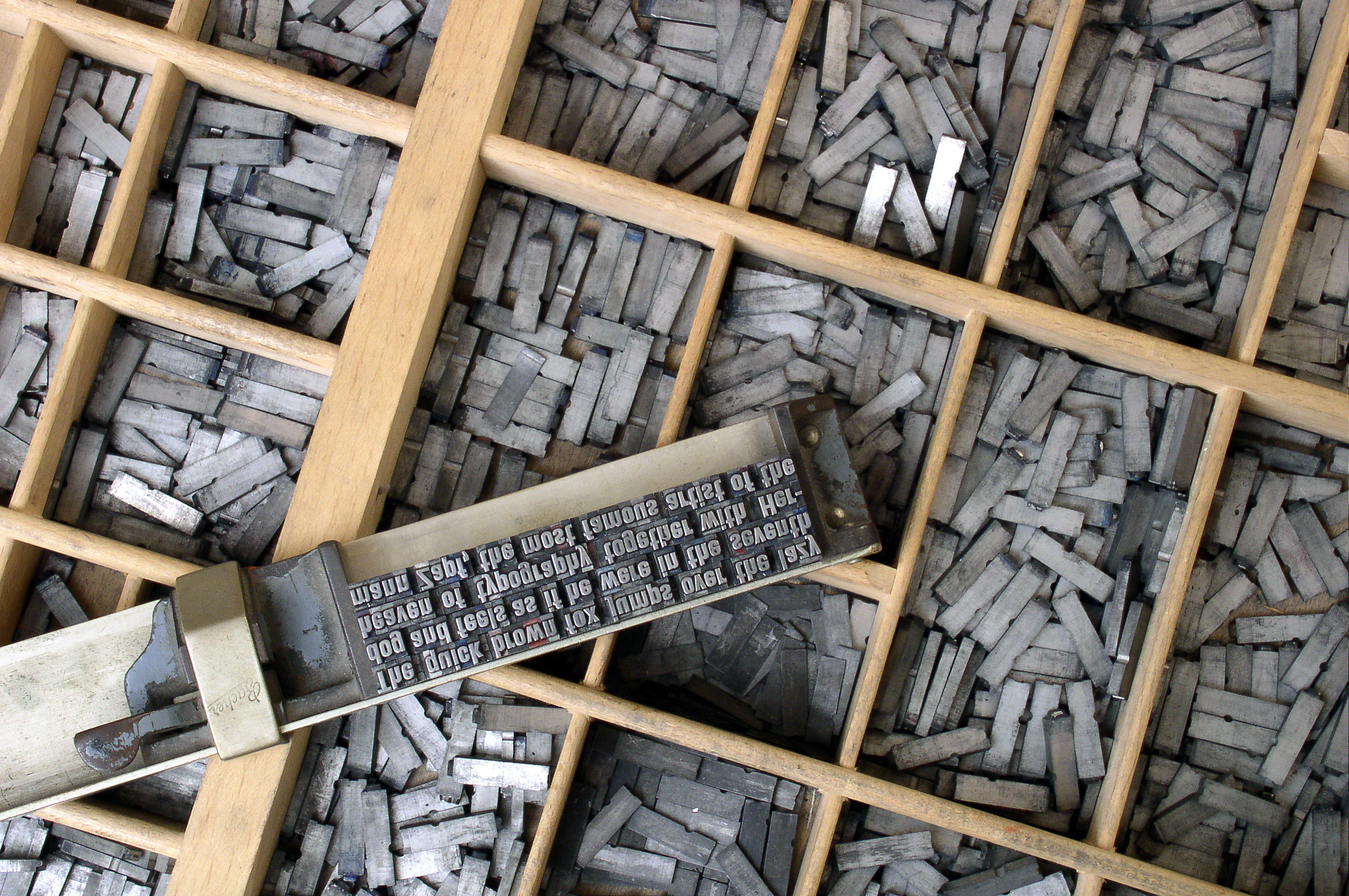
Les caractères mobiles de l'imprimerie sont assemblés puis seront recouverts d'encre.

La première innovation de Freinet est le texte libre imprimé par les enfants eux-mêmes, grâce à des conférences, à des articles publiés dans l’École émancipée, dans Clarté, dans l’Imprimerie à l'école. Un texte est librement rédigé, à la maison ou à l'école, individuellement ou collectivement. Il est choisi par la classe pour être imprimé. Il est exploité grammaticalement et analysé du point de vue des intérêts des élèves qu'il révèle. Les questions et les problèmes dégagés, d'ordre historique, géographique, technique, etc. donnent l'occasion d'expériences physiques, de travaux d'atelier, de recherches documentaires. La classe se répartit les tâches ainsi induites. Dans un agenda sont inscrits les travaux à faire ultérieurement, les suggestions de visite, les questions pouvant faire l'objet de la correspondance scolaire. La rédaction libre est grandement motivée par « sa transcription majestueuse en caractère imprimé, son illustration et sa diffusion ».[réf. nécessaire]

### Travail de groupe
Freinet adopte la pédagogie de groupe élaborée par Roger Cousinet.
Parmi les activités que choisissent les enfants, Cousinet propose, à l’imitation de Tolstoï, la rédaction de textes d’enfants, L’oiseau bleu (1920-1928).

### Coopérative scolaire (1924)
L'idée vient de Barthélemy Profit.
L'aspect communautaire n'est pas seulement un groupement formel sur le papier, en vue de l’achat de matériel par le versement d’une cotisation mensuelle, mais une vraie société d’enfants capable d’administrer la presque intégralité de la vie scolaire.

### Transcription de récits de la tradition orale (1927)
En 1927, les élèves transcrivent un conte populaire de tradition orale, Péquénain. Le théâtre libre permet à l'enfant de s'exprimer car celui qui ne veut pas parler de lui devant tout le monde le fait par l’intermédiaire des marionnettes.

### Fichiers scolaires coopératifs (1929)
Les fichiers scolaires coopératifs comportent des fiches en grammaire, calcul, etc.. La documentation comprend trois sortes de fiches ; les fiches documentaires donnant des indications précises, les fiches mères contenant l'indication des notions à acquérir, les fiches d'exercices renfermant des séries de problèmes et exercices divers et gradués pour le travail individuel. Le fichier scolaire est classé selon la méthode décimale. Il se compose de fiches contenant des textes sur les sujets les plus divers. Sur ce plan le travail est organisé d'une manière coopérative.
Freinet s'oppose au manuel scolaire :
« Le manuel fatigue nécessairement par sa monotonie. Il est fait pour des enfants par des adultes. Il est un moyen d'abrutissement. Il continue à inculquer l'idolâtrie de l'écriture imprimée. Il asservit aussi les maîtres en les habituant à distribuer uniformément la matière incluse à tous les enfants. On moule déjà l'enfant à la pensée des autres et on tue lentement sa propre pensée. »

### Bibliothèque de travail (1932)
La bibliothèque de travail est constituée de brochures documentaires. Au début, un érudit, Alfred Carlier, aide à la confection des brochures. La première a pour titre ; Chariots et carrosses. En 1988, le millième numéro de la série Bibliothèque de travail a été édité.
Il faut une organisation de la bibliothèque de travail : d’abord avec les livres de la classe, les manuels scolaires, les collections documentaires, et les dictionnaires. Le classement des fiches et le dictionnaire par un index avec la numérotation, classement est clair et la recherche rapide de tous les documents du fichier.

### Tâtonnement expérimental (1943)
Le tâtonnement expérimental : c’est un processus par lequel un être se construit et non un processus qui se justifie par lui-même et s’exerce pour la seule satisfaction du tâtonnement.
Selon Freinet, l'enfant apprend par tâtonnement expérimental,:
« 
Il s’agit de laisser les enfants émettre leurs propres hypothèses, faire leurs propres découvertes, éventuellement constater et admettre leurs échecs mais aussi parvenir à de belles réussites dont ils peuvent se sentir les vrais auteurs. Les résultats ? Une motivation très forte, une implication immédiate de chaque enfant, qui acquiert ainsi confiance en lui et en ses possibilités de progresser par lui-même. L’intérêt réside aussi dans le fait qu’il est inutile d’apprendre par cœur quelque chose que l’on a découvert par le tâtonnement expérimental ; on s’en souvient sans effort. [...]
Il est important de préciser la part de l’enseignant dans ce qui n’est que du tâtonnement. Le rôle de l’instituteur est de transformer cela en foisonnement organisé. Il suffit de beaucoup d’écoute et de quelques interventions au bon moment, soit pour donner un petit coup de pouce à une idée intéressante émise par un élève et qui ouvre des portes sur la compréhension du phénomène observé, soit, mais le plus rarement possible, pour proposer un changement de cap si la recherche ou la discussion s’enlisent ou partent dans une direction vraiment stérile, soit pour indiquer des pistes documentaires pour poursuivre la recherche ou valider des intuitions ; dictionnaire, livre, Internet.
Le tâtonnement expérimental peut-être utilisé en sciences, mais aussi en histoire, en géographie, et même pour l’apprentissage de la lecture ou du calcul.
 »

### Méthode naturelle (1947)
Freinet a découvert cette méthode en observant parler, marcher, lire sa propre fille, Baloulette (Madeleine Freinet, née en 1929). Il prône la « méthode naturelle », appuyé sur le tâtonnement expérimental, la libre expression, le matériel pédagogique.
« Par la méthode naturelle, l'enfant lit et écrit bien avant d'être en possession des mécanismes de base, parce qu'il accède à la lecture par d'autres voies complexes, qui sont celles de la sensation, de l'intuition et de l'affectivité dans le milieu social... L'élève de l'école moderne cherchera d'abord à comprendre ce que signifient les signes, parce que, pour lui, pour la construction de sa vie, seul le sens importe. Nous le verrons alors scruter le texte globalement et ajuster les connaissances techniques qu'il a pu acquérir par ses précédentes expériences et qui joueront le rôle de poteaux indicateurs qui l'aideront à s'orienter. »

## Invariants pédagogiques
En 1964, Freinet rédige les « invariants pédagogiques, ». Freinet a énoncé ces invariants pour permettre aux enseignants d’évaluer leurs pratiques de la classe par rapport aux valeurs de base et d’apprécier ainsi le chemin qui reste à parcourir. « C'est une nouvelle gamme des valeurs scolaires que nous voudrions ici nous appliquer à établir, sans autre parti pris que nos préoccupations de recherche de la vérité, à la lumière de l'expérience et du bon sens. Sur la base de ces principes que nous tiendrons pour invariants, donc inattaquables et sûrs, nous voudrions réaliser une sorte de code pédagogique… ».

## Études scientifiques sur la pédagogie Freinet
En 2011, la Revue de l’Association Francophone Internationale de Recherche Scientifique en Éducation publie un article qui cherche à mettre en perspective de manière plus approfondie les liens qui existent entre le courant de la pensée complexe et le mouvement Freinet. Cette réflexion a été initiée par Nicolas Go. L'autrice effectue une étude sémantique d’un corpus de documents. Elle conclut : « La pédagogie Freinet est fondée sur  un humanisme démocratique, coopératif et scientifique, apte à développer la créativité et la pensée complexe ».

## Pédagogie similaire
La pédagogie institutionnelle élaborée par Fernand Oury, instituteur qui, au départ, était membre du mouvement Freinet, est un prolongement de la pédagogie Freinet. Fernand Oury a cependant rompu avec le mouvement Freinet.
Issue de la pédagogie Freinet, la pédagogie institutionnelle (PI) s’en distingue dès l’origine (années 1960) par le rapport qu’elle entretient avec la psychanalyse et, partant, avec la loi dont les institutions sont les piliers. Aujourd’hui l’ancrage de la pédagogie institutionnelle semble moins évident, notamment pour ce qui concerne le rapport à la poésie, à l’imaginaire et à l’expression des enfants.
Il reste fidèle à certains aspects de la classe coopérative, mais organise différemment les « institutions » de son fonctionnement : le « quoi de neuf », le conseil. Sur le plan théorique, il s'inspire de la psychanalyse pour trouver une place à chacun dans la classe.
Issue de la pédagogie Freinet, l'école du troisième type de Bernard Collot a poursuivi la logique de l'apprentissage naturel au rythme des projets des enfants. Elle est élaborée dans les années 1980 et 1990.

## Le mouvement Freinet de l’École Moderne
La pédagogie Freinet est élaborée par Célestin Freinet, sa femme Élise et le Mouvement Freinet de l'école Moderne. L'apport textuel de Célestin Freinet est massif, ce qui lui donne une prééminence dans les représentations de la construction de la pédagogie Freinet.
La terminologie « mouvement » est utilisée pour qualifier le rassemblement d’enseignants, d’éducateurs, de militants utilisant les techniques Freinet. Le « mouvement Freinet » est une appellation générale qui regroupe les instances pédagogiques, commerciales, communicationnelles.
Le mouvement est sans cesse alimenté de nouveaux membres ayant leurs propres lectures des théories et pratiques Freinet ce qui actualise les pratiques. Célestin Freinet dit lui-même  que « les techniques en 1965 ne sont plus les mêmes que ce qu’elles étaient en 1940 ».
Il est difficile de parler d’un mouvement de masse, la C.E.L compte 92 adhérent.es en 1928, année de sa création. Elle prend rapidement de l’ampleur avec 317 membres en 1932 et une présence sur 60 départements. En 1938 elle parvient à une extension sur tout le pays et plus de 600 membres.
En 1958, le premier groupe Régional est créé par la délégation des Deux-Sèvres et se concrétise légalement via le congrès d’Avignon en 1960. Il regroupe alors les groupes départementaux du Loiret, du Loir-et-Cher, de l’Indre, de l’Indre-et-Loire et la Vienne.

## Dans la culture populaire
- Le film L'École buissonnière (1949) de Jean-Paul Le Chanois retrace de manière romancée les débuts de la pédagogie Freinet.

### Œuvres de Célestin Freinet
- premier livre : L'imprimerie à l'école (1927).
- deuxième livre : Plus de manuels scolaires (1928).
- dernier livre de son vivant : Les techniques Freinet de l'École moderne (1964).
- Célestin Freinet, Œuvres pédagogiques, Seuil, 1994. Édition en deux tomes établie par sa fille, Madeleine Freinet.
  - Tome 1 : L’éducation du travail (1942-1943) - Essai de psychologie sensible appliquée à l’éducation (1943).
  - Tome 2 : L’école moderne française (1943). Autre titres ; Pour l'école du peuple (1969) - Les dits de Matthieu (1954) - Méthode naturelle de lecture (1947) – Les invariants pédagogiques (1964) - Méthode naturelle de dessin - Les genèses.
- Les techniques Freinet de l'École moderne (1964), Paris, Librairie Armand Colin, collection Bourrelier, 144 p.
- Célestin Freinet, Pour l'école du peuple (1969), Paris, Librairie François Maspero, 181 p.

### Livres en français sur les techniques Freinet
- Marc-André Bloch, Philosophie de l'éducation nouvelle (1948), PUF, 1968
- Michel Barré, Célestin Freinet et l'École moderne : Chantier BT histoire (avec CD), Mouans-Sartoux/Mouans-Sartoux, PEMF, 1996, 39 p. (ISBN 2-87785-457-4)
- Luc Bruliard, Gérald Schlemminger, Le Mouvement Freinet des origines aux années 1980, Paris, l'Harmattan, 1996.
- Catherine Chabrun, Entrer en pédagogie Freinet, Paris, Libertalia, 2015.
- Sylvain Connac, Apprendre avec les pédagogies coopératives. Démarches et outils pour l'école. ESF, 2017.
- Sylvain Connac, Les pédagogies Freinet. Origines, valeurs et outils pour tous. Eyrolles, 2019.
- Véronique Decker, Pour une école publique émancipatrice, Paris, Libertalia, 2019.
- Sylvia Dorance, S'engager dans la pédagogie Freinet, École vivante, 2014. Voir : S'engager dans la pédagogie Freinet
- Ginette Fournès, La danseuse sur un fil : une vie d'école Freinet, École vivante, 2009.
- Nadine Glauque, Chantal Tièche Christinat, La pédagogie Freinet Concepts, valeur, pratiques de classes, Chronique sociale 2015, préface de Philippe Meirieu. Voir : Préface Freinet Chro Soc.
- Institut coopératif de l'école moderne, Pédagogie Freinet. Perspectives d'éducation populaire, Maspero, 1979.
- Henri-Louis Go, Freinet à Vence. Vers une reconstruction de la forme scolaire, PUR, 2007.
- Bérangère Kolly et Henri-Louis Go, Maria Montessori et Célestin Freinet : voix et voies pour notre école, ESF, 2020.
- Philippe Meirieu, Célestin Freinet. Comment susciter le désir d'apprendre ?, PEMF, 2001.
- Jacques Mondoloni, Les enfants de Freinet, Paris, Le temps des cerises, 1996.
- Henri Peyronie, Freinet 70 ans après, Caen, Presses universitaires de Caen, 1998. Voir : https://books.openedition.org/puc/10511?lang=fr
- Yves Reuter, Une école Freinet. Fonctionnements et effets d'une pédagogie alternative en milieu populaire, L'Harmattan, 2007.